# قمة الإنترنت 2011

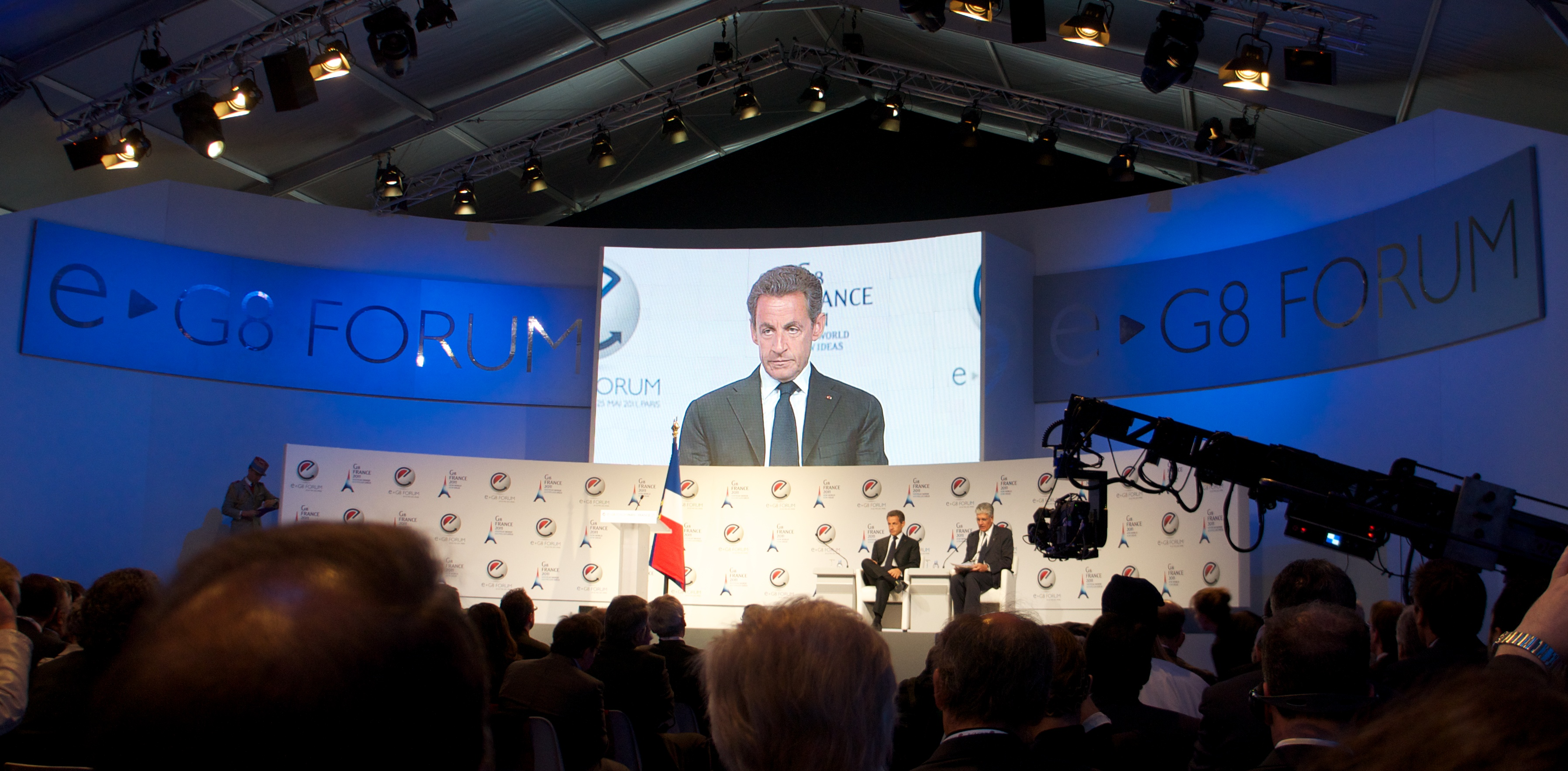

قمة الإنترنت كما عُرفت عربيًّا (بالإنجليزية:  E-G8 Forum)‏ هي اجتماع في باريس عقد لمدة يومين في 24-25 مايو 2011 في باريس، وضم عدد من أكبر زعماء عالم الإنترنت ووسائط الإعلام، فيما بات يعرف بقمة الإنترنت. والتقى في العاصمة الفرنسية عدد من أكبر وأهم رؤساء ومديري الشركات والمؤسسات الكبرى في العالم، مثل غوغل وفيسبوك ومايكروسوفت لتبادل وجهات النظر حول مستقبل صناعة الإنترنت.

## الأهداف
يقول محللون ان صار كوزي سيحاول اقناع الولايات المتحدة، التي تهيمن على صناعة الإنترنت في العالم، للبحث في ضرورة وضع خطط لتقنين هذه الصناعة.[بحاجة لمصدر]